# Calderite
La calderite (simbolo IMA: Cdr) è un minerale raro del supergruppo del granato e del gruppo del granato all'interno della classe dei minerali "silicati e germanati". La sua composizione idealizzata è Mn3Fe3+2[SiO4]3, quindi chimicamente è un silicato di manganese-ferro, che appartiene strutturalmente ai nesosilicati.
Poiché la calderite forma cristalli misti con la spessartina (Mn3Al2[SiO4]3) e andradite (Ca3Fe2[SiO4]3) quindi piccole quantità di manganese possono essere sostituite da calcio, e ferro da alluminio, la formula chimica è generalmente indicata anche come (Mn2+,Ca)3(Fe3+,Al)2[SiO4]3.

## Etimologia e storia
La calderite fu descritta scientificamente per la prima volta nel 1909 da Lewis Leigh Fermor (1880-1954), che chiamò il minerale in onore del geologo James Calder in riconoscimento del suo lavoro sulla geologia dell'India.
Il nome calderite è stato usato anche per una roccia (Kut-Kumsany 12 miglia a nord-ovest di Hazaribag) e successivamente per il minerale trovato lì. Lo scienziato anglo-indiano Henry Piddington fu il primo a descrivere la calderite contenuta nei campioni di roccia. I campioni, che sono stati conservati nel museo per un po' di tempo, in precedenza erano indicati solo come roccia silice-ferro-magnese proveniente dal distretto di Burdwan. La descrizione del minerale apparve in un articolo di Piddington nel Journal of the Asiatic Society of Bengal nel 1851, con Piddington e Calder come membri della Asiatic Society of Bengal.

## Classificazione
Secondo la classificazione strutturale dell'Associazione Mineralogica Internazionale (IMA), la calderite appartiene al supergruppo del granato, dove si trova insieme ad almandino, andradite, eringaite, goldmanite, grossularia, knorringite, morimotoite, majorite, menzerite-(Y), momoiite, piropo, rubinite, spessartina e uvarovite, con le quali forma il "gruppo del granato" con 12 cariche positive sulla posizione del reticolo coordinato tetraedrico.
Nell'ormai obsoleta, ma ancora in uso, 8ª edizione della sistematica minerale secondo Strunz, la calderite apparteneva alla divisione dei "nesosilicati", dove si trovava insieme ad almandino, andradite, goldmanite, grossularia, henritermierite, hibschite, holtstamite, hydrougrandite, katoite, kimzeyite, knorringite, majorite, morimotoite, piropo, schorlomite, spessartina, uvarovite, wadalite e yamatoite (screditata, in quanto identica alla momoiite), con le quali forma il "gruppo del granato" con il sistema nº VIII/A.08.
La 9ª edizione della sistematica dei minerali secondo Strunz, valida dal 2001 e utilizzata dall'Associazione Mineralogica Internazionale (IMA), classifica la calderite nella categoria "9.A Nesosilicati". Questa viene ulteriormente suddivisa in base all'eventuale presenza di ulteriori anioni e alla coordinazione dei cationi coinvolti, in modo che il minerale venga classificato in base alla sua composizione nella suddivisione "9.AD Nesosilicati senza anioni aggiuntivi; cationi in coordinazione [6] e/o maggiore" dove, insieme ad almandino, andradite, goldmanite, grossularia, henritermierite, holtstamite, katoite, kimzeyite, knorringite, majorite, morimotoite, piropo, schorlomite, spessartina e uvarovite, forma il "gruppo del granato" con il sistema nº 9.AD.25. Di questo gruppo facevano parte anche i composti granati blythite, hibschite, idroandradite e skiagite, che non sono più considerati minerali. La wadalite, a quel tempo ancora raggruppata sotto i granati, si è dimostrata strutturalmente diversa ed è ora assegnata a un gruppo separato con clormayenite e fluormayenite. Anche i granati irinarassite, hutcheonite, kerimasite, toturite, menzerite-(Y) ed eringaite descritti dopo il 2001 sono stati ordinati nel gruppo dei granati.
Anche la classificazione dei minerali secondo Dana, utilizzata principalmente nel mondo anglosassone, classifica la calderite nella categoria dei "minerali nesosilicati". Qui si trova insieme a piropo, almandino, spessartina, knorringite e majorite nel "gruppo dei granati" con il sistema nº 51.04.03a all'interno della suddivisione "Nesosilicati: gruppi SiO4 solo con cationi in coordinazione [6] e/o maggiore".

## Chimica
La calderite con la composizione idealizzata {\displaystyle {\ce {^{[X]}Mn^{2+}_3\, ^{[Y]}Fe^{3+}\, ^{[Z]}Si3O12}}} è:
- l'analogo del ferro della spessartina {\displaystyle {\ce {^{[X]}Mn^{2+}_3 \, ^{[Y]}Al \, ^{[Z]}Si_3O_{12}}}}
- l'analogo manganese dell'andradite {\displaystyle {\ce {^{[X]}Ca_3 \,^{[Y]}Fe^{3+}\,^{[Z]}Si3O12}}},

con le quali forma cristalli misti secondo le seguenti reazioni di scambio:
- {\displaystyle {\ce {^{[Y]}Fe^{3+}=\, ^{[Y]}Al^{3+}}}} (spessartina)
- {\displaystyle {\ce {^{[X]}Mn^{2+}=\, ^{[X]}Ca^{2+}}}} (andradite),

dove {\displaystyle {\ce {[X], [Y]}}} e {\displaystyle {\ce {[Z]}}} sono le posizioni nella struttura granata.
La calderite pura non è ancora stata trovata in natura e molti reperti indicati come calderite sono in senso stretto solo cristalli misti contenenti calderite.
La seguente composizione è data per la calderite delle località tipo:
- {\displaystyle {\ce {^{[X]}\,(Mn_{2,20}Ca_{0,82})^{[Y]}Fe_{2,02}^{3+}\,\,^{[Z]}Si_{3}^{4+}\,\,O12}}} (a Wabush, nel Labrador)[10][11]

{\displaystyle \mathrm {^{[X]}\,(Mn_{1,96}Ca_{1,09})^{[Y]}(Fe_{1,04}^{3+}Al_{0,87}^{3+}Mg_{0,07}^{2+}Ti_{0,01}^{4+})^{[Z]}\,(Si_{2,97}^{4+}Al_{0,03}^{3+})O_{12}} } (a Otjosondu, in Namibia)
Un esame successivo e più dettagliato delle calderiti di Otjosondu ha mostrato un contenuto di calderite di solo il 22-36 mol-%, calcolato con andradite e spessartina. Questi granati di Otjosondu sono andaditi ricche di calderite (48 – 68 mol-%).
La calderite sintetica contiene diverse mol% dell'ipotetico membro terminale blythite {\displaystyle {\ce {( ^{[X]}Mn^{2+}_3 \,^{[Y]}Mn^{3+}\,^{[Z]}Si3O12)}}}
 corrispondente alla seguente reazione di scambio:
- {\displaystyle {\ce {^{[Y]}Fe^{3+}=\, ^{[Y]}Mn^{3+}}}} (blythite).

Negli andaditi ricche di calderite di Otjosondu, lo ione Mn3+ è stato rilevato spettroscopicamente in modo diretto nei granati naturali nella posizione {\displaystyle {\ce {Y}}} ottaedrica. Questi granati naturali contengono anche l'1-5 mol% di blythite-manganese in due diversi stati di ossidazione.

## Abito cristallino
La calderite cristallizza nel sistema cubico nel gruppo spaziale Ia3d (gruppo nº 230) con 8 unità di formula per cella unitaria. Il cristallo misto naturale della località tipo Otjosondu ha il parametro reticolare a = 11,81 Å. Per la calderite sintetica, è stato misurato a = 11,821 Å oppure a = 11,82239 Å.
La struttura è quella del granato. Il manganese (Mn2+) occupa le posizioni {\displaystyle {\ce {X}}}, che sono dodecaedriche circondate da 8 ioni ossigeno, il ferro (Fe3+) occupa la posizione {\displaystyle {\ce {Y}}}, che è ottaedrica circondata da 6 ioni ossigeno, e la posizione {\displaystyle {\ce {Z}}}, che è tetraedrica circondata da 4 ioni ossigeno, è occupata esclusivamente dal silicio (Si4+).

## Origine e giacitura
I granati ricchi di calderite si formano durante il metamorfismo orientato alla pressione di sedimenti ricchi di manganese e ferro in condizioni ossidanti e si presentano associati a egirina, kutnohorite, ematite, pirolusite, quarzo, rodonite e rodocrosite.
La calderite pura è stabile solo ad alta pressione superiore a 20-30 kBar a 700-900 °C. Questo intervallo pressione-temperatura della facies dell'eclogite è raggiunto in natura nelle zone di subduzione. A pressioni più basse o a temperature più elevate, la calderite pura viene estratta in piroxmangite e magnetite. La reazione di degradazione dipende fortemente dalla composizione del granato e i cristalli misti di calderite-andradite-spessartina sono già stabili nelle condizioni della facies dell'anfibolite. Questo potrebbe essere fatto anche per i granati con il 60-80 mol% di calderite.
Essendo una formazione minerale rara, la calderite è stata, a partire dal 2018, rilevata solo in 16 siti. La formazione di ferro di Wabush nella regione del Labrador in Canada e Otjosondu nella regione namibiana di Otjozondjupa sono considerate località tipo. Sono anche gli unici siti conosciuti in questi Stati finora.
A Otjosondu, il granato ricco di calderite si trova insieme all'ematite, al quarzo, allo ialofane e all'apatite.
A Wabush, la calderite si trova insieme alla rodonite e alla kutnahorite, nonché all'egirina, alla rodonite e alla rodocrosite.
In Europa, il minerale è stato trovato in Italia (Saint-Marcel e in Valtournenche, entrambe in Val d'Aosta), Romania (a Iacobeni nel distretto di Sibiu), Svezia (Pajsberg/Filipstad) e Svizzera (Valle Ferrera).
Inoltre, la calderite è stata rilevata anche a Katkamsandi (nello Stato del Jharkhand) e Netra (nello Stato di Madhya Pradesh), entrambi in India e ad Aggeneys in Sudafrica.

## Utilizzi
La calderite pura è stabile solo a pressioni superiori a 30 kbar. Tuttavia, la sua proporzione aumenta continuamente con l'aumentare delle pressioni nei cristalli misti di granato risultanti, motivo per cui è adatto come geobarometro.

## Forma in cui si presenta in natura
La calderite è da trasparente a traslucida e sviluppa solo piccoli cristalli vetrosi di colore giallo-arancio, giallo scuro, giallo-rossastro o bruno-rossastro. In strati sottili, può anche essere da giallo a giallo-verdastro. Il minerale si trova solitamente sotto forma di aggregati minerali granulari o massicci.